# القاسم بن عقيل البجلي
القاسم بن عقيل بن أبي عمرو بن كعب بن عريج البجلي (نحو 80 ق هـ - 15 هـ / 544م - 636م): من زعماء العرب الأشراف في الجاهلية والإسلام، وفي ذلك قال ابن عبد ربه: «القاسم بن عقيل أحد بني عائذة بن عامر بن قداد، كان شريفا. وهو الذي ابتدأ منافرة بجيلة وقضاعة».عمر القاسم طويلا إلى زمن عمر بن الخطاب، ولما استنفر عمر العرب لقتال الفرس في القادسية، كان القاسم فيمن ندب من زعماء العرب المشهورين لنفير قومهم إلى العراق، وفي ذلك يروي الكلاعي عن المدائني قال:«انتدب - عمر بن الخطاب - من أهل اليمن: خولي بن عمرو، والحارث بن الحارث، وعمرو بن خوثعة، والقاسم بن عقيل، وحميضة بن النعمان - وسمى غيرهم - فحملوا الناس على خيول وبغال وحمير ودعوا الخيل العِراب».وكان القاسم البجلي شاعراً، وله أشعار محفوظة في كتاب بجيلة المفقود.
شهد القاسم حروب بجيلة وقضاعة في الجاهلية، وعلى أثر تلك الحروب، سبي عدد كبير من بجيلة، وافترقت بطون بجيلة، حتى أصبحوا متقطعين في قبائل العرب، ولحق عظم بجيلة عامر بن صعصعة. والقاسم هو الذي ابتدأ منافرة بجيلة وقضاعة، وأول من حاول جمع بجيلة، وفي ذلك قال معمر بن المثنى:«أن كلباً أصابت في الجاهلية رجلاً من بجيلة، يقال له: مالك بن عتبة من بني عادية بن عامر بن قداد، فوافوا به عكاظ، فمر العادي بابن عم له يقال القاسم بن عقيل بن أبي عمرو بن كعب بن عريج بن الحويرث بن عبد الله بن مالك بن هلال بن عادية بن عامر بن قداد - يأكل تمراً، فتناول من ذلك التمر شيئاً ليتحرم به، فجذبه الكلبي، فقال له القاسم: إنه رجل من عشيرتي، فقال له: لو كانت له عشيرة منعته».فلما سمع القاسم مقال الكلبي، عز عليه ذل قومه، فاتجه إلى بطون بجيلة يستعديهم على قضاعة، وفي ذلك قال الغندجاني:«فانطلق القاسم إلى بني عمه بني زيد بن الغوث فاستتبعهم، فقالوا: نحن منقطعون في العرب، وليست لنا جماعة نقوى بها. فانطلق إلى أحمس فاستتبعهم فقالوا: كلما طارت وبرة من بني زيد في أيدي العرب أردنا أن نتبعها. فانطلق عند ذلك إلى جرير بن عبد الله فكلمه».ولما رأى القاسم عجز زيد بن الغوث وأحمس، تقلد لبس الملوك، وقدم على قسر من بجيلة، ليتسنفرهم، وفي ذلك قال أبو عبيدة ابن المثنى:«كان القاسم يقول: إن أول يوم أريت فيه الثياب المصبغة والقباب الحمر، اليوم الذي جئت فيه جريراً في قسر، وكان سيد بني مالك بن سعد بن زيد بن قسر، وهم بنو أبيه. فدعاهم في انتزاع العادي من كلب فتبعوه، فخرج يمشي بهم حتى هجم على منازل كلب بعكاظ، فانتزع منهم مالك بن عتبة العادي، وقامت كلب دونه، فقال جرير: زعمتم أن قومه لا يمنعونه فقال كلب: إن جماعتنا خلوف. فقال جرير: لو كانوا لم يدفعوا عنكم شيئاً». واستطاع القاسم أن يجمع كلمة بجيلة مرة أخرى.

## النسب
- القاسم بن عقيل بن أبي عمرو بن كعب بن عريج بن الحويرث بن عبد الله بن مالك بن هلال بن عادية بن عامر بن قداد بن ثعلبة بن معاوية بن زيد بن الغوث بن أنمار، من بجيلة.[9]